# غوردون فرازير
غوردون فرازير هو سياسي كندي، ولد في 6 مارس 1891 في هاميلتون في كندا، وتوفي في 26 مايو 1960 في أوتاوا في كندا. حزبياً، نشط في حزب كندا المحافظ والحزب الكندي التقدمي المحافظ. وقد انتخب عضو مجلس العموم الكندي.